# Ryan McDonagh
Ryan Patrick McDonagh (* 13. Juni 1989 in Saint Paul, Minnesota) ist ein US-amerikanischer Eishockeyspieler, der seit Mai 2024 erneut bei den Tampa Bay Lightning in der National Hockey League unter Vertrag steht. Mit dem Team, für das er bereits von 2018 bis 2022 aktiv war, gewann er in den Playoffs 2020 und 2021 den Stanley Cup. Zudem verbrachte der Verteidiger acht Jahre bei den New York Rangers, wobei er die Mannschaft auch als Kapitän anführte, sowie zwei Saisons bei den Nashville Predators.

## Karriere

### High School und College (2004–2010)
Ryan McDonagh spielte während seiner Juniorenzeit von 2004 bis 2007 im Eishockeyteam der Cretin-Derham Hall High School in seiner Geburtsstadt Saint Paul im High-School-Ligensystem der Vereinigten Staaten. Nach Abschluss seiner High-School-Karriere gewann McDonagh im Kalenderjahr 2007 die jährlich vergebene Auszeichnung als Minnesota Mr. Hockey, welche den besten High-School-Spieler des US-Bundesstaates Minnesota würdigt. Im Anschluss wurde er beim NHL Entry Draft 2007 in der ersten Runde an zwölfter Position von den Montréal Canadiens ausgewählt. Die nächsten drei Spielzeiten verbrachte McDonagh an der University of Wisconsin–Madison und ging für deren Eishockeymannschaft in der Western Collegiate Hockey Association aufs Eis. Am 30. Juni 2009 gaben die Canadiens seine Rechte in einem Transfergeschäft gemeinsam mit Pawel Walentenko, Christopher Higgins und Doug Janik im Austausch für Tom Pyatt, Michael Busto und Scott Gomez an die New York Rangers ab. In der Saison 2009/10, seiner letzten an der University of Wisconsin-Madison, führte der Verteidiger die Eishockeymannschaft als Mannschaftskapitän aufs Eis.

### New York Rangers (2010–2018)
Im Sommer 2010 wurde er ins Trainingslager der New York Rangers eingeladen. Im Oktober 2010 wurde er zum Hartford Wolf Pack in die American Hockey League geschickt und gab wenige Zeit später sein Profidebüt. Rund drei Monate später erhielt er erstmals eine Berufung in den NHL-Kader der Rangers und kam am 7. Januar 2011 in der Begegnung gegen die Dallas Stars zu seinem ersten Einsatz in der National Hockey League. Im April 2011 gelang ihm in der Partie gegen die New Jersey Devils sein erstes Tor in der höchsten Spielklasse Nordamerikas und sicherte seiner Mannschaft damit den Sieg sowie den Einzug in die Play-offs. Während des Lockout in der Saison 2012/13 spielte der US-Amerikaner für Barys Astana in der Kontinentalen Hockey Liga.
Im Sommer 2013 wurde sein Vertrag in New York um sechs Jahre bei einem kolportierten Gesamtgehalt von 28,2 Millionen US-Dollar verlängert. In der anschließenden Spielzeit 2013/14 etablierte sich McDonagh in der Hintermannschaft der Rangers und war mit 43 Scorerpunkten der punktbeste Verteidiger seines Teams. Auch in den Play-offs zeigte der Linksschütze sein Offensivpotenzial und war mit 17 Punkten der zweitbeste Scorers seiner Mannschaft beim Einzug ins Stanley Cup Finale, wo man jedoch den Los Angeles Kings unterlag. Im Oktober 2014 wurde McDonagh zum neuen Kapitän der Rangers ernannt und trat damit die Nachfolge des abgewanderten Ryan Callahan an. Mit seinen konstanten Leistungen war er erneut maßgeblich am erfolgreichen Abschneiden der Rangers in der Saison 2014/15 beteiligt und gewann mit der Mannschaft die Presidents’ Trophy für die meisten Punkte nach der Hauptrunde. In den Playoffs scheiterte man im Eastern-Conference-Finale gegen die Tampa Bay Lightning, wobei McDonagh später angab, die letzten drei Spiele der Serie mit einem gebrochenen Fuß gespielt zu haben.

### Tampa und Nashville (seit 2018)
Zur Trade Deadline im Februar 2018 wurde McDonagh nach acht Jahren in New York samt J. T. Miller an die Tampa Bay Lightning abgegeben. Im Gegenzug erhielten die Rangers Wladislaw Namestnikow, die Nachwuchsspieler Libor Hájek und Brett Howden, ein Erstrunden-Wahlrecht für den NHL Entry Draft 2018 sowie ein weiteres Zweitrunden-Wahlrecht. Aus Letzterem soll eines für die erste Draftrunde werden, sofern die Lightning in den nächsten zwei Jahren den Stanley Cup gewinnen. Anschließend unterzeichnete McDonagh im Juli 2018 einen neuen Siebenjahresvertrag in Tampa, der ihm ab der Saison 2019/20 ein durchschnittliches Jahresgehalt von 6,75 Millionen US-Dollar einbringen soll. Anschließend errang er mit den Lightning in den Playoffs 2020 den Stanley Cup und verteidigte den Titel mit dem Team im Folgejahr, bevor der dritte Titel in Serie im Endspiel der Playoffs 2022 durch eine 2:4-Niederlage gegen Colorado knapp verpasst wurde.
Anschließend wurde McDonagh nach vier Jahren in Tampa im Juli 2022 an die Nashville Predators abgegeben, die im Gegenzug Philippe Myers und Grant Mismash zu den Lightning schickten. Dort war er zwei Jahre aktiv, ehe er im Mai 2024 zu den Lightning zurückkehrte. Mit ihm wechselte ein Viertrunden-Wahlrecht im NHL Entry Draft 2024 nach Tampa, während die Predators ein Zweitrunden-Wahlrecht im NHL Entry Draft 2025 sowie ein Siebtrunden-Wahlrecht im Draft 2024 erhielten.
Im März 2025 bestritt McDonagh sein insgesamt 1000. Spiel der regulären Saison in der NHL. Am Ende der Saison 2024/25 führte er die gesamte NHL mit einer Plus/Minus-Statistik von +43 an.

### International
McDonagh vertrat sein Heimatland bei der U18-Junioren-Weltmeisterschaft 2007 und der U20-Junioren-Weltmeisterschaft 2009. Mit der U18-Auswahl gewann er 2007 nach der Finalniederlage gegen Russland die Silbermedaille und kam im Turnierverlauf zu sieben Einsätzen und erzielte drei Torvorlagen. Zwei Jahre später scheiterte McDonagh mit der U20-Auswahl im Viertelfinale an der Slowakei. Mit der US-amerikanischen Seniorenauswahl nahm McDonagh an der Weltmeisterschaft 2011, den Olympischen Winterspielen 2014 sowie dem World Cup of Hockey 2016 teil.

## Erfolge und Auszeichnungen
| - 2007 Minnesota Mr. Hockey - 2008 WCHA All-Rookie Team - 2009 WCHA All-Academic Team - 2010 WCHA Second All-Star Team - 2010 WCHA All-Academic Team | - 2016 Teilnahme am NHL All-Star Game - 2017 Teilnahme am NHL All-Star Game - 2020 Stanley-Cup-Gewinn mit den Tampa Bay Lightning - 2021 Stanley-Cup-Gewinn mit den Tampa Bay Lightning - 2025 NHL Plus/Minus Award (nicht offiziell vergeben) |

### International
- 2007 Silbermedaille bei der U18-Junioren-Weltmeisterschaft

## Karrierestatistik
Stand: Ende der Saison 2024/25

### International
Vertrat die USA bei:
| - U18-Junioren-Weltmeisterschaft 2007 - U20-Junioren-Weltmeisterschaft 2009 - Weltmeisterschaft 2011 | - Olympischen Winterspielen 2014 - World Cup of Hockey 2016 |

(Legende zur Spielerstatistik: Sp oder GP = absolvierte Spiele; T oder G = erzielte Tore; V oder A = erzielte Assists; Pkt oder Pts = erzielte Scorerpunkte; SM oder PIM = erhaltene Strafminuten; +/− = Plus/Minus-Bilanz; PP = erzielte Überzahltore; SH = erzielte Unterzahltore; GW = erzielte Siegtore; 1 Play-downs/Relegation; Kursiv: Statistik nicht vollständig)

## Familie
McDonagh ist der Neffe des früheren NFL-Quarterbacks Steve Walsh.